# Sylviacollaea termitaria
Sylviacollaea termitaria är en svampart som beskrevs av Cif. 1963. Sylviacollaea termitaria ingår i släktet Sylviacollaea, divisionen sporsäcksvampar och riket svampar.   Inga underarter finns listade i Catalogue of Life.